# Ganonema pallicorne
Ganonema pallicorne är en nattsländeart som beskrevs av Mclachlan 1866. Ganonema pallicorne ingår i släktet Ganonema och familjen Calamoceratidae. Inga underarter finns listade i Catalogue of Life.